# あすか (女優)
あすか（本名：山口 明寿香（やまぐち あすか）、1985年6月25日 - ）は、日本の女優。埼玉県出身。身長155cm、体重45kg、靴23cm、スリーサイズB90cm W60cm H88cm（2006年時点）。
1992年、『NIGHT HEAD』の子役で女優デビュー。代表作は映画『スウィングガールズ』など。
2019年10月28日からは配信サイトにてasuka666名義でゲーム実況を中心に生配信を開始した。

## 出演

### テレビドラマ
- NIGHT HEAD 第11話（1992年、フジテレビ）
- かりん（1993年、NHK）
- 時をかける少女（1994年2月、フジテレビ）
- 名探偵キャサリン12（2002年11月、TBS）
- 忍風戦隊ハリケンジャー 第9話（テレビ朝日）
- はぐれ刑事純情派（テレビ朝日）
- ファンタズマ〜呪いの館〜（2004年7月、テレビ東京） - EPISODE1 倉本可奈 役
- 対ありでした。～お嬢さまは格闘ゲームなんてしない～（2023年5月、Lemino） - ゲーム部スタッフ 役

### バラエティ
- 行列のできる法律相談所（2003年、再現ドラマ）

### その他のテレビ番組
- 天才てれびくん 「救命戦士ナノセイバー」（1997年、NHK教育） - ゲスト出演：天川友希 役

### 映画
- 学校の怪談3（1997年7月、東宝） - 美砂 役
- スウィングガールズ（2004年9月） - 久保千佳 役

### オリジナルビデオ
- TATOO（2003年6月、角川ホラービデオ） - 主役：ミナ 役

### イメージビデオ
- あすかにおまかせ（ベガファクトリー）

### 舞台
- サウンド・オブ・ミュージック
- SWING GIRLS First & Last Concert（2004年12月）
- Knock.Out.Brother-2005Version-（2005年10月）

### CM
- 旭松、生みそずい
- ぶたミントン

## 書籍

### 雑誌
- ウォーB組（2003年12月号）

### インタビュー
- 配信歴1年、Mildom公認配信者あすかさんの配信への想い